# Hải đường Hà Nam
Hải đường Hà Nam (danh pháp hai phần: Malus honanensis) là một loài thực vật thuộc chi Hải đường, họ Hoa hồng. Loài này được Rehder mô tả khoa học đầu tiên năm 1920.
Hải đường Hà Nam phân bố ở Hà Nam, Sơn Tây, Hà Bắc, Thiểm Tây, Cam Túc và những nơi khác ở Trung Quốc đại lục, mọc ở độ cao 800 mét đến 2.600 mét trên mực nước biển, chủ yếu là trồng ở thung lũng cây gỗ tạp rừng sườn đồi, đã được trồng nhân tạo.